# Río Âncora
El río Áncora (en portugués: rio Âncora) es un río del noroeste de la península ibérica que discurre íntegramente por el distrito de Viana do Castelo, en Portugal. 

## Curso
El Áncora nace en la cima de la sierra de Arga, baña las localidades de Orbacém, Freixeiro de Soutelo y Riba de Âncora y desemboca en el Océano Atlántico en Vila Praia de Âncora, parroquia del municipio de Caminha. 
De su curso son reseñables la cascada de Pincho, que forma parte del Monumento Natural Local de las Cascatas da Ferida Má, una sucesión de cascadas en el tramo del río entre Montaria y Amonde, y algunos puentes como el puente de Abadim, de origen romano, el puente de Tourim, posiblemente medieval, el puente de Trás-Âncora y el puente de Lages. 
En el siglo XIX este río era conocido como río Amora.

## Afluentes
- Ribeira de Gondar
- Ribeira de Amonde